# Repentance
Repentance — девятый студийный альбом Esham А. Смита, выпущенный в 2003 году. Диск стал первым релизом рэпера на лейбле Psychopathic Records. Repentance дебютировал на девятом месте в чарте Heatseekers, на десятом — в чарте независимых альбомов и 71-м — в Top R&B/Hip-Hop Albums.

## Об альбоме
Поскольку большая часть самых известных материалов Смита содержала песни, в которых упоминается сатана, он был обвинён в сатанизме и в течение долгого времени пытался опровергнуть подобные суждения. Repentance был создан как попытка «изменить свой стиль» и сценический образ. Первоначально альбом должен был называться Redemption.
В рецензии на сайте Allmusic говорилось, что «Repetance — это небольшой шаг вперёд для Эшема. Он кажется здесь очень уверенным, чувствующим себя комфортно в качестве исполнителя» и что «когда он берёт себя в руки, <…> он делает лучшую музыку в своей плодотворной, но в значительной степени непризнанной карьере».

## Список композиций
1. «Bang» 3:18
2. «Can’t Take That» 2:49
3. «Woo Woo Woo» 3:26
4. «Pay Me» (featuring Bone Thugs-N-Harmony) 3:55
5. «No More Dyin'» 2:55
6. «Soopa Doopa» (featuring Soopa Villianz) 2:05
7. «Back in da Day» 4:09
8. «Mommy» 2:21
9. «Hard Times» (featuring Insane Clown Posse) 3:09
10. «Ex-Girlfriend» 2:55
11. «Look at Me» (featuring Twiztid) 2:38
12. «Brick» (featuring TNT) 2:59
13. «Get Doe» 1:59
14. «Boom!» (featuring Violent J) 3:26
15. «In Detroit» (featuring TNT) 2:50
16. «Boss Up» 3:25
17. «Out Cold» 2:34
18. «Dem Boyz» (featuring Violent J) 3:37
19. «No War» (featuring Jumpsteady) 3:19
20. «All of My Life» 3:33

## Участники записи
- Esham — исполнитель
- Mike Puwal — гитара

### Производство
- Продюсер: Esham
- Звукорежиссёры: Esham, Fritz the Cat, Mike P.
- Сведение: Esham, Fritz the Cat, Mike P.
- Аранжировщик: Esham

## Чарты
Альбом — Billboard (США)
| Год  | Чарт                   | №  |
| ---- | ---------------------- | -- |
| 2003 | Top Heatseekers        | 9  |
| 2003 | Top Independent Albums | 10 |
| 2003 | Top R&B/Hip-Hop Albums | 71 |

### Синглы
| Год  | Песня         | U.S. Hot 100 | U.S. R&B | U.S. Rap | Альбом     |
| ---- | ------------- | ------------ | -------- | -------- | ---------- |
| 2003 | «Woo Woo Woo» | 69           | 42       | 43       | Repentance |